# Colecția „Povestiri științifico-fantastice”
Colecția „Povestiri științifico-fantastice” a fost un periodic de literatură pentru tineret editat de revista Știință & Tehnică. Prima serie a apărut la 1 octombrie 1955 și a cuprins 466 de numere, publicate de două ori sau, pentru o scurtă perioadă, de trei ori pe lună, până în aprilie 1974. Primele 80 de numere au fost traduse și în limba maghiară și au format seria „Tudományos-fantasztikus elbeszélések”.  Reluată după 1990, numele i-a fost schimbat în Anticipația - Colecția „Povestiri științifico-fantastice”.
Prima lucrare publicată a fost nuvela Meteoritul de aur de Octavian Sava (în primele două numere ale revistei).

## Istorie
Revista a publicat la început textele premiate la concursul literar organizat în 1955. De-a lungul anilor, redactorul literar al publicației a fost scriitorul Adrian Rogoz, care a tradus și multe dintre prozele străine publicate, semnând uneori cu pseudonimul Dorin A. Groza. Redactorul seriei paralele, „Tudományos-fantasztikus elbeszélések” (TFE), cea tradusă în limba maghiară, a fost Fáskerthy (Fáskerti) György.

## Apariții
- CPSF 1-100
- CPSF 101-200
- CPSF 201-300
- CPSF 301-400
- CPSF 401-466
- CPSF 467-500
- CPSF 501-578